# Wojciech Byrski
Wojciech Jarosław Byrski (ur. 1973) – polski autor tekstów piosenek, kompozytor, scenarzysta teledysków, producent muzyki, z wykształcenia prawnik.

## Życiorys
Autor tekstów i kompozytor ponad 400 utworów, producent muzyki. Napisał teksty dla takich zespołów i wykonawców jak: IRA, Wanda i Banda, De Mono, Bracia, Piotr Cugowski, Golec uOrkiestra, Three of Us, Marcin Kindla, Feel, Izabela Trojanowska, Anna Wyszkoni i Mirosław Czyżykiewicz. 
Członek Zarządu Stowarzyszenia Autorów ZAiKS (od grudnia 2017). W 2020 otrzymał nagrodę specjalną ZAiKS-u.
Mieszka i pracuje w Katowicach. Ma żonę Edytę  i dwie córki: Julię i Weronikę.

## Dorobek artystyczny

### Ważniejsze pozycje w dyskografii
- IRA – Tu i teraz (2002)
- IRA – Ogień (2004)
- IRA – Londyn 08:15 (2007)
- Sebastian Piekarek – Human (2007)
- Wanda i Banda – Z miłości do strun (2008)
- IRA – 9 (2009) – Złota Płyta
- De Mono – No stress (2010) – Złota Płyta
- Izabela Trojanowska – Życia zawsze mało (2011)
- Andrzej Rybiński – Całym sercem (2011)
- Feel – Feel 3 (2011) – złota płyta
- IRA – X  (2013)
- Bracia – Zmienić zdarzeń bieg (2013) – platynowa płyta
- Natasza Urbańska – One (2014)
- Artur Gadowski / Tangata – Tangado (2014)
- IRA – Akustycznie Live (2014); złota płyta
- Artyści różni – Tatusianki  – Kołysanki (2015)
- Maciej Balcar – Ruletka(2015)
- Jan Borysewicz, Rafał Brzozowski – Borysewicz/Brzozowski (2015)
- Anna Wyszkoni – Kolędy Wielkie (2015)
- Mirosław Czyżykiewicz – Odchodzę wracam (2015)
- Lady Pank – Miłość i Władza (2016)
- Marcin Kindla – 2.0. (2016)
- IRA – My (2016); złota płyta
- Jan Bo – Kawa i Dym (2016)
- Cugowscy – Zaklęty Krąg (2016)
- Izabela Trojanowska – Na Skos (2016)
- Maciej Balcar – Znaki (2017)
- Anna Wyszkoni – Jestem tu nowa (2017)
- De Mono - Reset (2019)
- Piotr Cugowski - 40 (2019)
- Lady Pank – LP40 (2021)

### Single
- Mocny – wyk. IRA
- Ikar – wyk. IRA
- Parę chwil – wyk. IRA
- Trochę wolniej – wyk. IRA
- Londyn 8:15 – wyk. IRA
- Dobry Czas – wyk. IRA
- To, co na zawsze – wyk. IRA
- Nie daj mi odejść – wyk. IRA
- Dlaczego nic – wyk. IRA
- Mój Bóg – wyk. IRA
- Żyję – wyk. IRA
- Póki na to czas – wyk. De Mono
- Nie od razu – wyk. Izabela Trojanowska
- Jak nie to nie – wyk. Feel
- Synu – wyk. Hasiok i Maciej Maleńczuk
- Taki sam – wyk. IRA
- Szczęśliwa – wyk. IRA
- Wierzę w lepszy świat  –  wyk. Bracia
- Po drugiej stronie chmur  –  wyk. Bracia
- Da się żyć – wyk. Marcin Kindla
- To jest mój dzień  – wyk. Bracia
- Nigdy tak jak dziś – wyk. De Mono
- Prywatna Madonna – wyk. Anna Wyszkoni
- Miłość – wyk. IRA
- Niepisane – wyk. Bracia
- Wybacz – wyk. IRA – nagroda ZAIKS za tekst na KFPP OPOLE 2015, Platynowa Płyta
- Słowa na otarcie łez – wyk. Borysewicz/Brzozowski
- Od nieba do nieba – wyk. Anna Wyszkoni
- To nie mój czas – wyk. Marcin Kindla
- Miłość – wyk. Lady Pank
- Powtarzaj to – wyk. IRA
- Zaklęty krąg – wyk. Cugowscy
- Na drugi raz – wyk. Jan Bo
- Wymyśleni – wyk. IRA
- Posłańcy Wszystkich Burz – wyk. Izabela Trojanowska
- Sterowany – wyk. Lady Pank
- Traf – wyk. Maciej Balcar
- Pomarańcza - wyk. Golec uOrkiestra
- Nie chcę cię obchodzić – wyk. Anna Wyszkoni - Przebój Lata 2017 RMF FM
- Na czas – wyk. Cugowscy
- Gra o wszystko - wyk. Cugowscy - oficjalny hymn Mistrzostw Europy w siatkówce 2017
- Skos - wyk. Izabela Trojanowska - III Nagroda w Konkursie Premier KFPP OPOLE 2017
- Na wszystko przyjdzie czas - wyk. Agnieszka Adamczewska
- Kto nie kochał - wyk. Piotr Cugowski
- Prosto w serce - wyk. De Mono
- Gra się do końca - wyk. De Mono
- Takich jak my nie znał świat - wyk. Piotr Cugowski
- Wszystko będzie dobrze - wyk. Polscy Artyści
- W górę patrz - wyk. IRA
- Przetrwamy - wyk. Kombii
- Szklany Sufit - wyk. Three Of Us
- Drzewa - wyk. Lady Pank
- W taką noc - wyk. De Mono

### Twórczość filmowa i teatralna – ważniejsze pozycje
- Miłobójcy, czyli koniec świata w Zabrzu – muzyka i piosenki do sztuki autorstwa i w reżyserii Lecha Mackiewicza – premiera w Teatrze Nowym w Zabrzu wrzesień 2012.
- Egzamin z życia (serial TVP 2005) – słowa do wykorzystanej w czołówce serialu piosenki „Parę chwil”
- Ja to mam szczęście (serial TVP 2012) – współautor słów do piosenki tytułowej
- Synu – wyk. Hasiok i Maciej Maleńczuk – współautor scenariusza teledysku (nominacja dla M. Maleńczuka do nagrody Yacha 2010)
- Bankier – wyk. Hasiok i Jan Nowicki – autor scenariusza teledysku
- Agi – Bagi  – serial animowany dla dzieci – tekst do piosenki tytułowej
- Barwy szczęścia (serial TVP) – tekst do piosenki „Po prostu wróć”
- Sterowany – wyk. Lady Pank – scenariusz teledysku